# Ульсан
Ульсан (кор. 울산) — місто у південно-східній частині Південної Кореї, поряд з Японським морем, за 70 кілометрів на північ від Пусана. У минулому місто було центром корейського китобійного промислу, у червні 2005 року в Ульсані відбулося засідання Міжнародної Китобійної Комісії.

### Клімат
Місто знаходиться у зоні, котра характеризується вологим субтропічним кліматом. Найтепліший місяць — серпень із середньою температурою 26.1 °C (79 °F). Найхолодніший місяць — січень, із середньою температурою 2.2 °С (36 °F).
| Клімат Ульсана          | Клімат Ульсана | Клімат Ульсана | Клімат Ульсана | Клімат Ульсана | Клімат Ульсана | Клімат Ульсана | Клімат Ульсана | Клімат Ульсана | Клімат Ульсана | Клімат Ульсана | Клімат Ульсана | Клімат Ульсана | Клімат Ульсана |
| Показник                | Січ.           | Лют.           | Бер.           | Квіт.          | Трав.          | Черв.          | Лип.           | Серп.          | Вер.           | Жовт.          | Лист.          | Груд.          | Рік            |
| Абсолютний максимум, °C | 17             | 20             | 23             | 29             | 33             | 33             | 36             | 37             | 33             | 28             | 26             | 22             | 37             |
| Середній максимум, °C   | 6              | 7              | 11             | 17             | 22             | 25             | 28             | 28             | 25             | 20             | 15             | 9              | 18             |
| Середня температура, °C | 2              | 3              | 7              | 13             | 17             | 21             | 25             | 26             | 21             | 16             | 10             | 4              | 14             |
| Середній мінімум, °C    | −2             | 0              | 3              | 8              | 12             | 17             | 21             | 22             | 17             | 11             | 5              | 0              | 10             |
| Абсолютний мінімум, °C  | −11            | −12            | −8             | 0              | 3              | 7              | 12             | 15             | 8              | 1              | −5             | −12            | −12            |
| Норма опадів, мм        | 30             | 50             | 70             | 100            | 150            | 210            | 260            | 260            | 200            | 40             | 40             | 30             | 1440           |
| Днів з опадами          | 7              | 9              | 11             | 11             | 11             | 12             | 15             | 14             | 13             | 9              | 8              | 7              | 127            |
| Днів з дощем            | 6              | 8              | 11             | 11             | 11             | 12             | 15             | 14             | 13             | 9              | 8              | 7              | 125            |
| Днів зі снігом          | 2              | 2              | 1              | 0              | 0              | 0              | 0              | 0              | 0              | 0              | 0              | 1              | 6              |
| Вологість повітря, %    | 50             | 50             | 55             | 60             | 65             | 75             | 80             | 80             | 75             | 65             | 60             | 50             | 63.8           |
| ----------------------- | -------------- | -------------- | -------------- | -------------- | -------------- | -------------- | -------------- | -------------- | -------------- | -------------- | -------------- | -------------- | -------------- |
| Джерело: Weatherbase    |                |                |                |                |                |                |                |                |                |                |                |                |                |

## Адміністративний устрій
Ульсан поділено на 4 райони («ку») та 1 повіт («кун»).
- район (ку) Пукку (북구;北区)
- район (ку) Тонга (동구;东区)
- район (ку) Чунгу (중구;中 区)
- район (ку) Намгу (남구;南 区)
- повіт (кун) Ульджу (울주군;蔚 州郡)

## Економіка
Місто є найбільшим промисловим містом країни. Він лежить у центрі так званого Ульсанського Промислового Району — міжнародна корпорація Хюндай має тут свою штаб-квартиру. До 1962 року Ульсан був рибним портом та сільськогосподарським торговим центром. Потім тут було побудовано безліч заводів та фабрик. Основні галузі промисловості: машинобудування, важке машинобудування, автомобілебудування, кораблебудування, нафтопереробна промисловість та інші.
В Ульсані розташовано найбільший у світі автомобільний завод та судноверф, що належать компанії Hyundai Motor. На цій Судноверфі побудовані судна класу Афрамакс за "Програмою оновлення флоту ВАТ «Новошип» (зокрема, NS Commander).
Крім того, в Ульсані розташовано один з найбільших у світі нафтопереробних заводів, що належить SK Energy.

## Спорт
У місті є футбольна команда «Ульсан Хьонде».

## Міжнародні відносини

### Міста-побратими
- Хагі, Японія (1968)
- Хуалянь, Китайська Республіка (1981)
- Портленд, США (1987)
- Чанчунь, Китайська Республіка (1994)
- Ізмір, Туреччина (2002)
- Сантус, Бразилія (2002)
- Провінція Кханьхоа, В'єтнам (2002)
- Томськ, Росія (2003)

### Міста-партнери
- Гуанчжоу, Китай (2000)
- Яньтай, Китай (2001)
- Уси, Китай (2006)
- Ніігата, Японія (2006)
- Циндао, Китай (2009)
- Карагандинська область, Казахстан (2010)
- Кумамото, Японія (2010)
- Басра, Ірак (2011)

## Уродженці Ульсану
Девід Йонгі Чо — християнський проповідник у Південній Кореї, почесний пастор та засновник найбільшої в світі церкви п'ятидесятників Церкви Повного Євангелія Йойдо (Асамблеї Бога).